# Destiny (streameur)
Pour les articles homonymes, voir Destiny.
Steven Kenneth Bonnell II, né le 12 décembre 1988 à Omaha (Nebraska), connu en ligne sous le nom de Destiny, est un streameur et commentateur politique américain. Il a été parmi les premiers à diffuser des jeux vidéo en ligne à temps plein. Depuis 2016, il diffuse des débats politiques avec d'autres personnalités en ligne, dans lesquels il défend des politiques libérales et sociales-démocrates,,.

## Vie personnelle

### Jeunesse et éducation
Steven Kenneth Bonnell II est né à Omaha, dans le Nebraska. Il a été élevé dans une famille catholique conservatrice, et a fréquenté la Creighton Preparatory School, un lycée jésuite privé pour garçons. Lorsqu'il était préadolescent, la garderie à domicile de sa mère s'est effondrée et la maison familiale a été saisie. Quelques années plus tard, ses parents ont déménagé pour s'occuper d'un parent âgé, après quoi il a vécu avec sa grand-mère jusqu'à l'âge de 18 ans.
En 2007, Bonnell s'inscrit à l'université du Nebraska à Omaha, où il étudie la musique tout en travaillant comme directeur de restaurant dans un casino, principalement la nuit. Ayant du mal à concilier ses études et son travail à temps plein, Bonnell a abandonné ses études en 2010. En moins d'un an, il a été licencié de son travail, ce qu'il attribue à sa difficulté à naviguer dans la politique du lieu de travail et à comprendre les expériences émotionnelles des autres.
Plus tard, Bonnell a trouvé un emploi de nettoyeur de tapis, travaillant 12 heures par jour contre une commission. Son salaire moyen était de 3-4 dollars de l'heure (équivalent à 4,3-5,8 dollars de l'heure en 2024),.

### Vie adulte et indépendance
Bonnell a vécu dans le Nebraska avant de déménager dans la région de Los Angeles en décembre 2018,. Fin 2021, il a déménagé à Miami, en Floride.
Bonnell s'est marié deux fois et a un fils. Il est ouvertement bisexuel, et son deuxième mariage était un mariage ouvert avec la streameuse suédoise Melina Göransson,,. Bonnell et Göransson se sont mariés en décembre 2021, puis se sont séparés et ont demandé le divorce en décembre 2023.

#### Procès pour la pornodivulgation
En février 2025, une action en justice fédérale a été déposée dans le district sud de la Floride, alléguant que Bonnell avait partagé une vidéo sexuelle de sa collègue streameuse politique « Pxie » sans son consentement ni sa connaissance, violant ainsi une loi fédérale sur la pornodivulgation et la loi de Floride contre le cyberharcèlement sexuel,. Avant le dépôt de la plainte, Bonnell a publiquement déclaré que la vidéo intime avait été partagée avec des tiers en raison d'une fuite qui « s'est produite à mon insu, sans mon consentement ni mon autorisation »,. Après le dépôt de la plainte, Bonnell a publié une déclaration publique plus longue répondant aux allégations,.

## Carrière

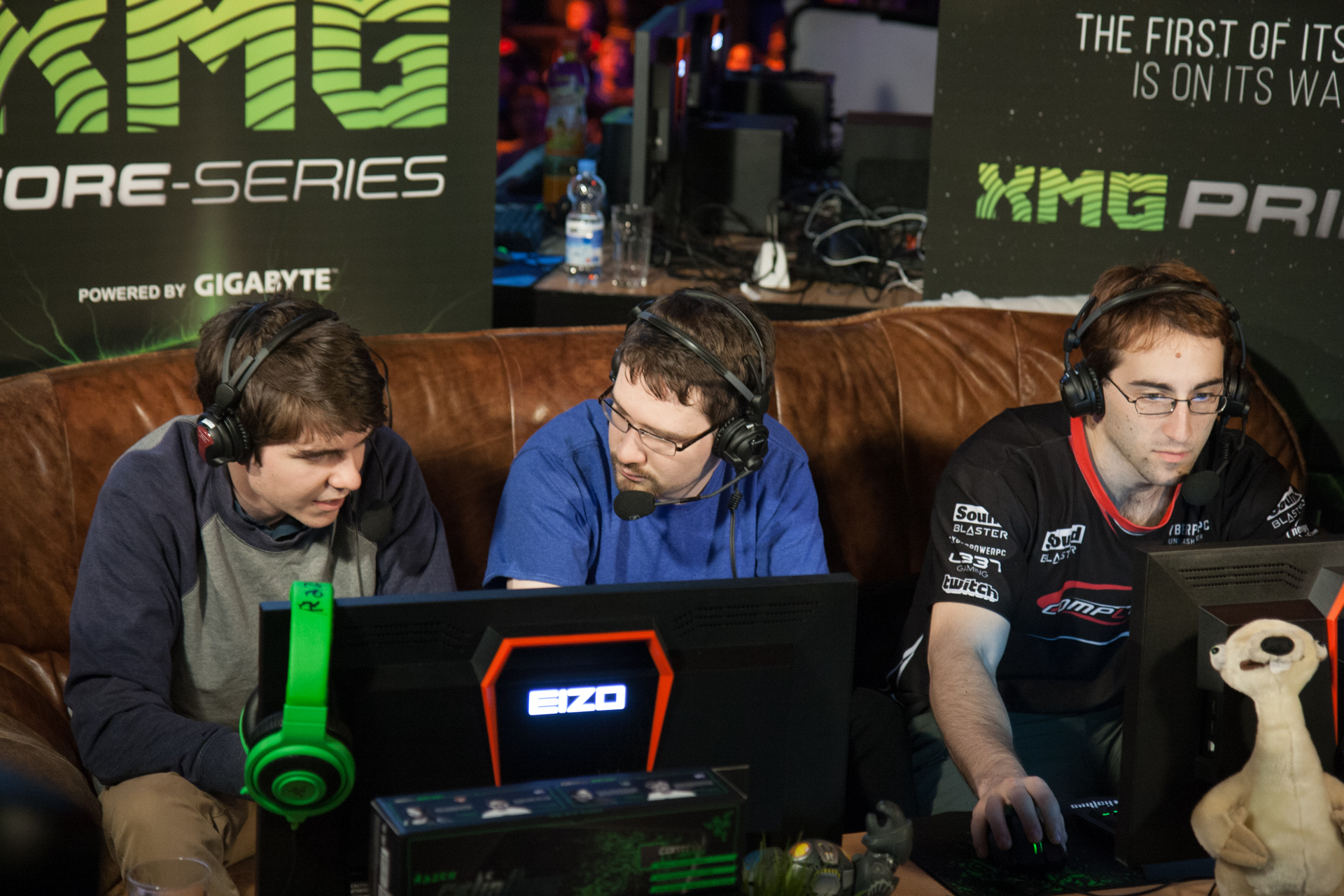
Bonnell (au centre) à la HomeStory Cup, un tournoi pour la franchise de jeux vidéo StarCraft, en novembre 2014.

### Streaming de jeux vidéo (2011)
En 2011, Bonnell a quitté son emploi de nettoyeur de tapis pour diffuser des jeux vidéo à plein temps. En diffusant ses matchs de Starcraft II sur livestream.com et ustream.tv, puis Justin.tv (maintenant Twitch ), il a immédiatement connu le succès financier,,. En octobre de la même année, Bonnell rejoint l'équipe professionnelle Quantic Gaming et se classe 4e au tournoi invitation nord-américain MLG Global 2011. Au cours de ses années en tant que streamer Starcraft II, Bonnell était connu pour son style abrasif et conflictuel, notamment l'utilisation de commentaires « acerbes et souvent offensants » contre d'autres joueurs pour un humour choquant.

### Débats sur Twitch (2016-2022)

Le logo de Bonnell

À partir de 2016, Bonnell a diffusé en direct des débats politiques avec d'autres personnalités d'Internet. Bonnell a débattu avec le YouTuber Jon Jafari, plus connu sous le nom de JonTron, sur l'immigration et l'assimilation en mars 2017, après que Jafari a tweeté en faveur des déclarations anti-immigration du membre du Congrès républicain Steve King. Lors de son débat avec Bonnell, les déclarations de Jafari concernant la race, la criminalité et l'immigration ont été considérées comme controversées par les téléspectateurs, et la réaction qui a suivi a attiré l'attention des médias,,.
Bonnell a reçu une suspension de 30 jours de Twitch à l'été 2018 pour avoir utilisé le mot « faggot » (pédé en français). En novembre 2018, Bonnell et son collègue streamer Trihex (Mychal Ramon Jefferson) ont lancé une collaboration de commentaires politiques, The DT Podcast . Le podcast a diffusé son dernier épisode en octobre 2019, au cours duquel Jefferson a confronté Bonnell à propos des déclarations que ce dernier avait faites pour défendre son utilisation d'un humour offensant, y compris des insultes raciales, en privé,. Son collègue streamer Twitch, Hasan Piker, qui avait déjà contacté « pour former une allégeance », s'est distancié de Bonnell en partie à cause de la controverse.
Bonnell a été banni indéfiniment de Twitch en raison d'une « conduite haineuse » en mars 2022,,. Dot Esports spécule que cela pourrait être dû au fait que Bonnell a diffusé en streaming avec le nationaliste blanc Nick Fuentes, qui avait été précédemment banni de la plateforme, tandis que Bonnell a spéculé que cela était dû au fait qu'il avait exprimé l'opinion selon laquelle « les femmes trans ne devraient pas concourir avec les femmes cis dans l'athlétisme féminin »,,.

### Carrière post-Twitch (2022-présent)

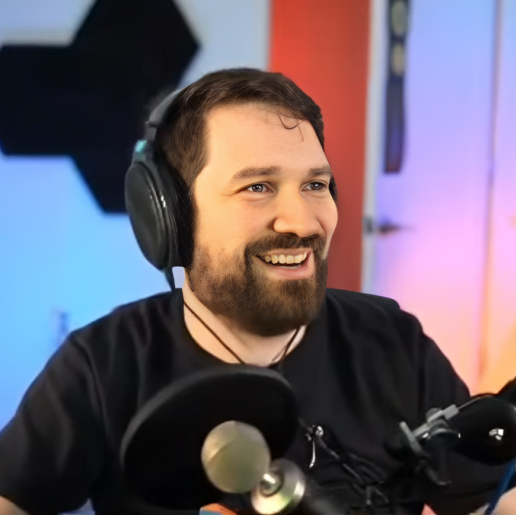
Bonnell en direct en 2022

Bonnell a interviewé le représentant américain Ro Khanna, aux côtés d'autres streamers politiques tels que Vaush, Emma Vigeland (co-animatrice de The Majority Report ) et Keffals, sur divers sujets en septembre 2023, notamment l'importance de la participation politique des jeunes et les moyens de promouvoir le sentiment politique progressiste, ainsi que des questions sur Khanna,,.
Début 2024, Bonnell a commencé à co-animer les podcasts « Bridges » (Ponts en français) et « Anything Else? » (Autre chose ? en français),.
Fin 2024, les membres des communautés Reddit et Discord de Bonnell ont commencé à participer à une campagne en ligne contre Twitch, faisant pression sur les annonceurs de Twitch sous l'allégation que le site Web faisait la promotion de contenu antisémite. Certains militants de la campagne étaient dirigés par Dan Saltman, un commentateur en ligne et co-animateur du podcast de Bonnell, qui a lancé plusieurs sites de plaintes ciblant le PDG de Twitch, Dan Clancy, et le vice-président d'Amazon, Steve Boom . Saltman a déclaré que « l'objectif de notre campagne est simple : le PDG, Dan Clancy, démissionne. » Bonnell a déclaré que son implication personnelle dans la campagne a été minime. Selon Cecilia D'Anastasio, journaliste à Bloomberg, les fans de Bonnell et de Saltman ont harcelé plusieurs employés de Twitch, y compris des membres du département de confiance et de sécurité de l'entreprise. Les critiques de la campagne ont également accusé Bonnell et Saltman de harceler les femmes journalistes. Saltman a finalement été banni de Twitch en novembre pour la raison invoquée de « harcèlement extrême ». En réponse, Saltman a déclaré que « les allégations de harcèlement sont souvent formulées par des personnes qui ont été exposées pour leur intolérance, leur sexisme et leur haine ».
Bonnell s'est identifié comme un libertaire, anti-SJW « avec des croyances sociales de droite » jusqu'en 2012, lorsque ses perspectives politiques ont commencé à évoluer vers le libéralisme social après un incident au cours duquel il a entendu un autre streamer utiliser une insulte homophobe,. Bonnell a argumenté contre certains aspects de la politique d'extrême droite et de la politique d'extrême gauche,. En outre, il a promu l’idée selon laquelle les campus universitaires devraient accueillir des étudiants ayant des opinions diverses afin de réduire la polarisation.
Bonnell a déclaré que son intention n'était pas de persuader ses adversaires mais de persuader le public ; bien qu'il ait exprimé que le fait d'exprimer ses opinions lui donne souvent l'impression de « crier dans le vide », il estime avoir reçu des centaines de courriels d'anciens membres de l'alt-right (ou fachosphère) lui attribuant le mérite de leur conversion à la politique de gauche,. La couverture journalistique et universitaire ultérieure des commentaires de droite sur YouTube a reconnu Bonnell comme une opposition précoce et efficace à ces commentaires, notamment en raison de son style de débat provocateur et combatif qui plaît aux publics de jeux vidéo de droite,. Bonnell a cité sa pauvreté durant son adolescence et ses années d'université comme une influence sur ses opinions, et dit qu'il préfère argumenter sur la base de données empiriques plutôt que sur la persuasion morale.

### Violence politique
Bonnell a été informé en septembre 2020 que son accord de partenariat avec Twitch serait résilié le mois suivant pour « incitation à la violence ». Cette résiliation est intervenue à la suite de commentaires faits en direct après la fusillade de Kenosha, dans lesquels Bonnell a approuvé une action violente pour empêcher les émeutes lors des manifestations de George Floyd[réf. nécessaire]. Bonnell a dit : « Les émeutes doivent cesser, et si cela signifie que des milices de rednecks blancs fauchent les manifestants qui pensent pouvoir incendier des bâtiments à 22 heures, alors ils ont ma bénédiction, parce que cette merde doit cesser, et ce depuis longtemps. »
Après la première tentative d'assassinat de Donald Trump en 2024, qui a tué un participant à un rassemblement de Trump et en a blessé deux autres, Bonnell a déclaré que Trump et ses partisans « récoltent ce qu'ils sèment, et je suis ici pour regarder la moisson ». The Economist a cité Bonnell comme exemple d'un « progressiste en colère » qui « déplorait » que la tentative ait échoué.

### Conflit israélo-palestinien
Après l'attaque du Hamas contre Israël en 2023, Bonnell a exprimé son soutien à Israël, déclarant : « Les Palestiniens sont opprimés par tous les pays arabes, et aucun pays d'entre eux, qui est censé être de « leur » côté, n'a pris la peine de leur offrir une véritable solution - et pourtant, leur colère est entièrement dirigée contre Israël, et de manière injustifiable à mon avis. » Dans un débat avec Nathan J. Robinson, Bonnell s'est opposé au droit au retour des Palestiniens, estimant que cela rendrait la paix et une solution à deux États impossibles. Robinson a répondu en affirmant que les dirigeants arabes (Yasser Arafat et l’Initiative de paix arabe) avaient montré une volonté de compromis sur le droit au retour.
En mars 2024, il a débattu du conflit israélo-palestinien et de la guerre de Gaza sur le podcast Lex Fridman avec le politologue Norman Finkelstein, l'historien Benny Morris et l'analyste politique Mouin Rabbani, représentant le camp pro-israélien aux côtés de Morris. Bonnell et Finkelstein ont eu des échanges houleux au cours du débat.
Bonnell a critiqué le streamer Hasan Piker, y compris les critiques de Piker à l'encontre d'Israël.

### Économie
En 2019, Bonnell a commencé à débattre publiquement en faveur du capitalisme contre les socialistes et les communistes. En 2021, il a débattu avec l'économiste marxiste Richard D. Wolff, Bonnell défendant le capitalisme. Dans ce débat, Bonnell a décrit l'étiquette de « socialisme » comme mal définie et a noté une histoire de famine et d'abus dans des pays comme l'Union soviétique et la Chine, tandis que Wolff a répondu en essayant de corriger les fausses représentations perçues de Bonnell sur ses vues sur le socialisme tout au long du débat.

## Démarchage
En 2020, Bonnell a soutenu la campagne électorale générale de Joe Biden. Après la victoire de Biden, Bonnell a mené une campagne de démarchage en faveur des candidats démocrates Jon Ossoff et Raphael Warnock lors du second tour des élections sénatoriales de Géorgie de 2020-2021. Avec l'aide d'environ 140 bénévoles mobilisés parmi le public en ligne de Bonnell, la campagne a frappé à environ 17 500 à 20 000 portes à Columbus, en Géorgie, ce qui en fait l'une des plus grandes campagnes électorales. Bonnell a mené une autre opération de démarchage en faveur de Mark Gudgel pour l' élection du maire d'Omaha en 2021. Le 3 mars 2021, Gudgel a officiellement rompu ses liens avec Bonnell suite aux déclarations de ce dernier concernant les émeutes lors des manifestations de George Floyd.
En 2024, Bonnell a soutenu Kamala Harris lors de l'élection présidentielle américaine de 2024. En février 2024, Bonnell a dirigé les efforts de démarchage du groupe d'activistes politiques Progressive Victory à Cincinnati, dans l'Ohio, pour soutenir Sherrod Brown dans la course au Sénat américain de l'Ohio,.